# Verlag Regensberg
Die Regensberg’sche Verlagsbuchhandlung und Druckerei war ein Buchhandelsunternehmen in Münster, das u. a. einen Verlag, eine Druckerei und eine Sortimentsbuchhandlung umfasste. Verlegt und gedruckt wurde vor allem religiöse Erbauungsliteratur sowie theologische Fachliteratur.

## Geschichte
Die Druckerei wurde 1541 von Lambert Raesfeldt gegründet. Im Laufe des 17. Jahrhunderts ging der Betrieb in den Besitz der Familie Koerdinck über, deren Nachfahrin Gertrud Cramer 1799 Hauptmann Regensberg heiratete. Auf ihren Sohn Friedrich Regensberg geht der Name der Buchhandlung und -druckerei zurück. Seit 1919 war das Unternehmen im Besitz von Maria Lucas, geborene Theissing, einer direkten Nachfahrin der Regensbergs. Ihre Kinder Anna und Bernhard Lucas waren seit 1929 die letzten Inhaber des Unternehmens.

## Enteignung der Regensbergschen Druckerei 1937
Am 17. März 1937 wurde das Verlagshaus in Münster auf dem Horsteberg wegen des Drucks der päpstlichen Enzyklika „Mit brennender Sorge“ in 120 000 Exemplaren, die einem Rundschreiben des Bischofs von Münster, Clemens August Graf von Galen, beigelegt war, durch die Gestapo geschlossen und versiegelt. Daraufhin wurden Verlag und Druckerei entschädigungslos enteignet. Durch seinen persönlichen Einsatz konnte der Oberpräsident von Westfalen, Ferdinand Freiherr von Lüninck, - später ein Opfer des 20. Juli 1944 - doch noch erreichen, dass der bereits enteignete Verlag wieder freigegeben wurde. Der von der Gestapo als Träuhänder eingesetzte Obersturmführer Otto Kieser kaufte bald darauf die Druckerei und eröffnete unter eigenem Namen ein Buchdruckereiunternehmen.
Nach dem Verlust der Druckerei konnten im Verlag Regensberg bis zum Kriegsende nur noch wenige Werke verlegt werden. Gedruckt wurden sie bei befreundeten Betrieben, wie „Der Westfale“, Verlag und Druckerei in Münster und Bonifatius in Paderborn.
Nach dem Zusammenbruch des NS-Staates setzte die Britische Militärverwaltung am 7. August 1945 Bernhard Lucas als Treuhänder der Buchdruckerei Otto Kieser / Regensbergschen Buchdruckerei ein. Der Direktor des „Westfalen“, Karl Kettler, wurde technischer Verwalter des Betriebes. Wegen persönlicher Interessen wurde Lucas` Ernennung zum 19. August 1946 als voreilig zurückgenommen, und Karl Kettler wurde zum Treuhänder ernannt. Als Kettler die Forderung der Militärverwaltung, Otto Kiesers Tochter wiedereinzustellen, ablehnte, wurde er im Januar 1947 abberufen.